# کالوانگ
کالوانگ (به آلمانی: Kalwang) یک منطقهٔ مسکونی در اتریش است که در لوبن واقع شده‌است. کالوانگ ۶۷٫۱۵ کیلومتر مربع مساحت دارد ۷۵۱ متر بالاتر از سطح دریا واقع شده‌است.